# 姬路藩
姬路藩（日语：／ Himeji han */?）是日本江戶時代的一個藩，位於播磨国飾東郡，藩廳是姬路城。初為外樣大名管治，後來由譜代大名管治。藩主是池田氏、本多氏、榊原氏、松平氏及酒井氏。

## 歷史
自關原之戰後，木下氏被移封至備中國足守藩，改由池田輝政入主，石高為52萬。1615年第三代藩主池田光政被幕府以年幼為理由，移封至因幡鳥取藩32萬石。而改由本多氏的忠政成為15萬石的大名。
1639年，政勝移封至郡山藩，德川家康外孫松平忠明入主。1648年忠明之子忠弘移封至山形。後來由越前松平家及松平榊原氏入主，不久松平直矩再次管理姬路藩。之後由本多氏及榊原氏管理。然後越前松平家在1741年至1749年管治八年，後來因為當主朝矩年幼，而被移封至前橋藩。
而新入封的酒井氏終於使姬路藩更變藩主的情況劃上句號，管治到廢藩置縣為止。廢藩置縣後成為了姬路縣，後來改名飾磨縣。1876年再度合併，成為了兵庫縣的一部份。

## 藩主

### 池田家
外樣 52万石
1. 輝政（1600年-1613年）
2. 利隆（1613年-1616年）
3. 光政（1616年-1617年）

### 本多家
譜代 15万石
1. 忠政（1617年-1631年）
2. 政朝（1631年-1638年）
3. 政勝（1638年-1639年）

### 奧平松平家
親藩 18万石
1. 忠明（1639年-1644年）
2. 忠弘（1644年-1648年）

### 越前松平家
親藩 15万石
1. 直基（1648年）
2. 直矩（1648年-1649年）

### 松平榊原家
譜代 15万石
1. 忠次（1649年-1665年）
2. 政房（1665年-1667年）
3. 政倫（1667年）

### 越前松平家
親藩 15万石
1. 直矩（1667年1682年）

### 本多家
譜代 15万石
1. 忠國（1682年-1704年）
2. 忠孝（1704年）

### 榊原家
譜代 15万石
1. 政邦（1704年-1726年）
2. 政祐（1726年-1732年）
3. 政岑（1732年-1741年）
4. 政永（1741年）

### 越前松平家
親藩 15万石
1. 明矩（1741年-1748年）
2. 朝矩（1749年）

### 酒井家
譜代 15万石
1. 忠恭（1749年-1772年）
2. 忠以（1772年-1790年）
3. 忠道（1790年-1814年）
4. 忠実（1814年-1835年）
5. 忠学（1835年-1844年）
6. 忠寶（1844年-1853年）
7. 忠顯（1853年-1860年）
8. 忠績（1860年-1867年）
9. 忠惇（1867年-1868年）
10. 忠邦（1868年-1869年）